# Jindai
Jindai (lub MABES od ang. Magnetic Bearing flywheel Experimental System) – japoński satelita technologiczny. Jego zadaniem było badanie magnetycznego koła zamachowego w warunkach nieważkości. Wyniesiony razem z satelitami Fuji i Ajisai. Wraz z Fuji, pierwszy japoński satelita wyniesiony metodą "na barana" (piggyback), tak jak przy okazji wyniesienia innego, większego satelity (Ajisai).
Satelita planowo pozostał połączony z drugim, ostatnim stopniem rakiety nośnej. Zasilany z akumulatorów Ni-Cd, o pojemności 30Ah. Planowany czas pracy statku wynosił 3 doby.
Nazwa satelity pochodzi od miasta Jindai, siedziby National Aerospace Laboratory, które opracowało statek.